# Chaetodon auripes
Chaetodon auripes là một loài cá biển thuộc chi Cá bướm (phân chi Rabdophorus) trong họ Cá bướm. Loài này được mô tả lần đầu tiên vào năm 1901.

## Từ nguyên
Từ định danh auripes được ghép bởi hai âm tiết trong tiếng Latinh: aureus ("mạ vàng") và pes ("bàn chân"), hàm ý không rõ, có lẽ đề cập đến màu vàng của vây bụng ở loài cá này.

## Phạm vi phân bố và môi trường sống
Từ bờ đông nam đảo Honshu (Nhật Bản), bao gồm quần đảo Ryukyu, quần đảo Izu và quần đảo Ogasawara, C. auripes được phân bố về phía tây đến bờ biển tây nam Hàn Quốc và đảo Jeju, trải dài xuống phía nam đến đảo Đài Loan, bờ nam Trung Quốc, dọc theo bờ biển Việt Nam và phía bắc Philippines.
Ở Việt Nam, C. auripes được ghi nhận tại cồn Cỏ (Quảng Trị); cù lao Chàm (Quảng Nam), đảo Lý Sơn (Quảng Ngãi) và quần đảo Hoàng Sa; bờ biển Phú Yên; bờ biển Ninh Thuận; vịnh Vân Phong và vịnh Nha Trang (Khánh Hòa); Côn Đảo và quần đảo Trường Sa.
C. auripes sống tập trung trên các rạn san hô có sự phát triển phong phú của san hô và tảo ở độ sâu đến ít nhất là 30 m; cá con thường được bắt gặp trong các vũng thủy triều nông hơn. C. auripes có thể sống được ở vùng nước mà nhiệt độ xuống đến 10°C tại Nhật Bản.

## Mô tả

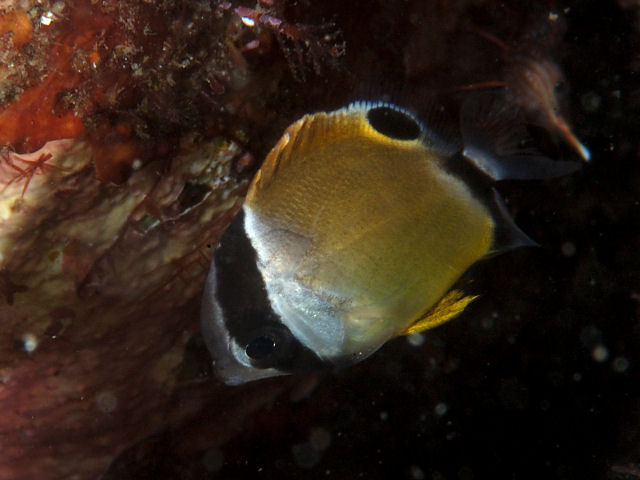
Cá con

C. auripes có chiều dài cơ thể lớn nhất được ghi nhận là 20 cm. Thân của C. auripes có các sọc ngang màu vàng và nâu xen kẽ. Phần thân trên hơi sẫm nâu, vàng hơn ở thân dưới. Đầu có màu xám với một dải đen từ đỉnh đầu băng xuống mắt, ngay sau dải đen này là một dải trắng nổi bật. Mõm ngắn và nhọn. Vây lưng và vây hậu môn có viền đen ở rìa ngoài, ngay sát phía trong là một dải mỏng hơn màu vàng tươi. Rìa sau của vây đuôi màu xám trong mờ.
Số gai ở vây lưng: 13; Số tia vây ở vây lưng: 23–24; Số gai ở vây hậu môn: 3; Số tia vây ở vây hậu môn: 18–19; Số gai ở vây bụng: 1; Số tia vây ở vây bụng: 5.

## Sinh thái học
Thức ăn của C. auripes chủ yếu là một số loài thủy sinh không xương sống. Loài này đôi khi cũng ăn các polyp san hô nhưng đây không phải thức ăn chủ yếu của chúng.
C. auripes có thể sống đơn độc hoặc kết đôi với nhau.

## Phân loại học
C. auripes là loài chị em gần nhất với Chaetodon wiebeli dựa theo kết quả phân tích phát sinh chủng loại phân tử.

## Lai tạp
Những cá thể lai tạp mang kiểu màu trung gian giữa C. auripes và Chaetodon lunula đã được quan sát trong tự nhiên.

## Thương mại
C. auripes hầu như không được xuất khẩu trong ngành thương mại cá cảnh.